# 김하유
김하유(2008년 3월 6일~)는 대한민국의 배우이다.

## 출연작

### 드라마
- 2013년 SBS 월화드라마 《야왕》 ... 5세 하은별 역
- 2013년 SBS 아침드라마 《당신의 여자》 ... 어린 이은수 (이유리 아역)
- 2013년 SBS 일일드라마 《못난이 주의보》 ... 어린 공나리 역 (설현 아역)
- 2014년 MBC 수목드라마 《운명처럼 널 사랑해》 ... 어린 김미영(강세라) 역 (왕지원 아역)
- 2014년 tvN 금토드라마 《연애 말고 결혼》 ... 어린 주장미 역 (한그루 아역)
- 2015년 KBS Drama 수목드라마 《Miss 맘마미아》 ... 서하루 역
- 2015년 MBC 월화드라마 《빛나거나 미치거나》 ...  이야기를 듣는 어린 공주 역
- 2015년 SBS 주말드라마 《이혼변호사는 연애중》 ... 아이 역
- 2015년 SBS 주말드라마 《애인 있어요》 ... 독고우주 역
- 2017년 KBS2 단막극 《KBS 드라마 스페셜 - 정마담의 마지막 일주일》
- 2018년 KBS2 월화드라마 《우리가 만난 기적》 ... 송미호 역

### 영화
- 2015년 《워킹걸》 ... 구하유 역
- 2015년 《장수상회》 ... 민정딸 다영 역
- 2016년 《로봇, 소리》 ... 어린 유주 역
- 2016년 《멜리스》 ... 송서아 역

### 텔레비전 광고
- 2012년 《스카트》
- 2013년 《안심가습》